# Tafimys powelli
Tafimys powelli (Ortiz, Pardiñas & Steppan, 2000) è un roditore estinto della famiglia dei Cricetidi, unica specie del genere Tafimys (Ortiz, Pardiñas & Steppan, 2000), vissuto in Argentina.

## Descrizione
Questa specie è conosciuta soltanto attraverso delle parti del cranio e della mandibola rinvenute in depositi risalenti al Pleistocene superiore nella provincia argentina nord-occidentale di Tucuman, caratterizzata da molari con la corona molto alta e con la superficie occlusale semplificata.